# إسلاموفوبيا ووتش
إسلاموفوبيا ووتش هو موقع إلكتروني أطلق في شهر يناير من عام 2005 كمشروع غير ربحي لتوثيق المواد في الإعلام وفي المجتمع عمومًا ويعمل الموقع على مناصرة معاداة الإسلام.
قام بتأسيس الموقع الإلكتروني عالمان غير مسلمين، هما إيدي ترومان وبوب بت. وكان ترومان في هذا الوقت المسؤول الصحفي في مجموعة الحزب الاشتراكي الأسكتلندي في البرلمان الأسكتلندي، وكان بت يعمل باحثًا في مكتب عمدة لندن حينئذٍ كين ليفينجستون.

## السمات
لقد تم وصف موقع إسلاموفوبيا ووتش في بحث «معاداة الإسلام الإلكترونية؟ حالة ويكي إسلام» باعتبارها تمثل جهود المسلمين ضد خطاب معاداة الإسلام على شبكة الإنترنت. وتشتمل الصفحة الرئيسية على معلومات عن انفجار الآراء المناهضة للمسلمين في المجتمعات الحديثة. ويوجد بالتفصيل مناقشات عن المسائل المتعلقة بـ «الآراء المناهضة للمسلمين المرتبطة بالحجاب وتفجيرات لندن والجماعات اليسارية والليبراليين والتعدد الثقافي والعلمانية وتطرف الجناح الأيمن وما يطلق عليه قضايا المرأة». كما تقدم الصفحة الرئيسية معلومات نوعية عن مؤلفين مختلفين من بينهم طارق رمضان ويوسف القرضاوي وأوريانا فالسي. كما يشتمل الموقع على قسم «آخر الأخبار» الذي يقدم للقراء تغطية عن «أهم القضايا المعروفة في الإعلام والمرتبطة بمعاداة الإسلام والتمييز العنصري في المملكة المتحدة.»

## الدعم
لقد رحب المجتمع الإسلامي بموقع إسلاموفوبيا ووتش ويرى أن الموقع يعد مصدرًا مهمًا للتصدي للتعصب ضد المسلمين. ولقد تم ذكر الموقع بطريقة مشرفة في تصنيف «أفضل مدونة غير مسلمة» عام 2005 وحصل على جائزة براس كريسنت.

## الانتقادات
مارتن برايت، المحرر السياسي السابق في مجلة نيوستيتسمان وكاتب في نشرة بوليسي إكستشانج تحت عنوان عندما يتعامل التقدميون مع الرجعيين: غزل الدولة البريطانية للإسلام الراديكالي، عقد مقارنةً بين إسلاموفوبيا ووتش واليمين المتطرف. وردًا على مقالة كتبتها منكرة الهولوكوست ليدي ميشيل رينوف التي اتهمت مارتن برايت بأنه جزء من «المؤامرة الصهيونية»، علق برايت أن مقالة رينوف كانت «لا تختلف كثيرًا عن الهجوم الذي شنه عليَّ كين ليفنجستون وأمثالهما من إسلاموفوبيا ووتش». كما وجهت مريم نامزي من حركة قانون واحد للجميع انتقادات للموقع، فكتبت: «إن أمثال ائتلاف وقف الحرب وحزب العمال الاشتراكي والاتحاد لمواجهة الفاشية وإسلاموفوبيا ووتش وحزب الاحترام كلهم يعدون انفصاليين مثاليين ويدافعون عن الإسلام دفاعًا عن المسلمين».

## خلاف
في أثناء انتخابات عمدة لندن عام 2008 تعرض موقع إسلاموفوبيا ووتش لهجوم من جريدة إيفننج ستاندرد اللندنية. فاشتكت المقالة الافتتاحية من أن الموقع قد حاول أن يشوه المنافس المحافظ بوريس جونسون بإبراز حقيقة أن الحزب الوطني البريطاني قد دعا أنصاره أن يدلوا بأصواتهم لصالح جونسون للمرة الثانية. وصاحب ذلك مقالة أخرى لكيث دوفكانتس أُدُّعي فيها أن موقع إسلاموفوبيا ووتش كان يعد «أداة في الماكينة السياسية لكين» فقد قام الموقع بتقديم تغطية أشاد فيها بدور ليفنجستون في مكافحة الإسلاموفوبيا.

## الانشقاقات
انفصل ترومان وبيت عام 2013 لأسباب لم يتم الإعلان عنها. واستمر ترومان في إدارة الموقع الأصلي على الرابط http://www.islamophobia-watch.com،%5Bوصلة+مكسورة%5D بينما أسس بيت موقعًا جديدًا على الرابط http://www.islamophobiawatch.co.uk

## وصلات خارجية
- Truman's site
- Pitt's site